# 銅井駅
銅井駅（どうせいえき）は、中華人民共和国江蘇省南京市江寧区江寧街道銅井社区景明大街と旺達路交差点の南側にある、南京地下鉄S2号線の駅である。

## 駅名
事業着手当初は南京地下鉄集団は「銅井駅」の仮称を用いており、2024年3月7日に「銅井駅」を駅名として公示され、2024年4月15日に第一次公示のより駅名が「銅井駅」に決定したことが発表された。

## 歴史
- 2025年12月S2号線の駅として開業する予定。